# Сан Джорджо а Кремано
Сан Джо̀рджо а Крема̀но (на италиански: San Giorgio a Cremano) е град и община в Южна Италия, провинция Неапол, регион Кампания. Разположен е на 56 m надморска височина. Населението на общината е 47 244 души (към 2010 г.).